# Raphaël Nannini
Raphaël Nannini (* 1852 in Florenz, Italien; † 1925 in Lastra a Signa, Italien) war ein italienischer Bildhauer.

## Leben
Nannini studierte an der Accademia di Belle Arti in Florenz. Er arbeitete als Bildhauer in Italien, lebte aber auch mit seiner Schwester Maria, die ebenfalls Bildhauerin war, im frühen 20. Jahrhundert in Les Fusains, einer Künstlerkolonie am Fuß des Montmartre im 18. Arrondissement von Paris. Hier schuf er unter anderem Statuetten im Jugendstil und im Stil des frühen Art déco, die von den Éditeurs d’art und Bildgießereien Les Neveux de Jules Lehmann und Edmond Etling handwerklich umgesetzt und vertrieben wurden.

## Werke (Auswahl)
- Retraite de Russie - Hussards à cheval
- Pierrot et Colombine ou Pierrot vainqueur
- Deux moutons au panier
- Napoléon à cheval
- Napoléon à cheval près du Pont d'Arcole
- Un couple dans une gondole
- Frau im Ballkleid
- Soldat de la Garde Impériale
- Giulio Cesare Varca Il Rubicone
- Coquette
- Eléphant assis
- Büste Napoleons
- Büste Beethovens
- Büste einer Frau

## Ausstellungen (Auswahl)
Nannini zeigte seine Arbeiten unter anderem auf Ausstellungen wie der 27th Autumn Exhibition 1897 in der Walker Art Gallery in Liverpool mit einer Marmorbüste von Papst Leo XIII. sowie den Salons der Société des Artistes Français in Paris, wo 1909 ihre Gipsbüste Porträt der Madame Florence Gromier und die Gipsstatue Cimateur zu sehen waren.